# Michel Suffran
Michel Suffran (Bordeaux, 1 de novembro de 1931 – Bordeaux, 5 de julho de 2018) foi um médico e romancista francês.

## Carreira
Ele ganhou o Prémio Durchon-Louvet da Académie française de La nuit de Dieu, em 1987.
Morreu em 5 de julho de 2018, aos 87 anos.